# Équipe d'Islande de football à la Coupe du monde 2018
Cet article relate le parcours de l’équipe d'Islande de football lors de la Coupe du monde de football 2018 organisée en Russie du 14 juin au 15 juillet 2018.

## Préparation de l'événement

### Contexte
Après une première participation historique lors de l'Euro 2016, l'Islande continue d'écrire l'histoire du football, en devenant le plus petit pays à atteindre une phase finale de Coupe du Monde.

## Qualifications

### Groupe I
| Rang | Équipe   | Pts | J  | G | N | P | Bp | Bc | Diff |  | Résultats (▼ dom., ► ext.) |     |     |     |     |     |     |
| ---- | -------- | --- | -- | - | - | - | -- | -- | ---- |  | -------------------------- | --- | --- | --- | --- | --- | --- |
| 1    | Islande  | 22  | 10 | 7 | 1 | 2 | 16 | 7  | +9   |  | Islande                    |     | 1-0 | 2-0 | 2-0 | 3-2 | 2-0 |
| 2    | Croatie  | 20  | 10 | 6 | 2 | 2 | 15 | 4  | +11  |  | Croatie                    | 2-0 |     | 1-0 | 1-1 | 1-1 | 1-0 |
| 3    | Ukraine  | 17  | 10 | 5 | 2 | 3 | 13 | 9  | +4   |  | Ukraine                    | 1-1 | 0-2 |     | 2-0 | 1-0 | 3-0 |
| 4    | Turquie  | 15  | 10 | 4 | 3 | 3 | 14 | 13 | +1   |  | Turquie                    | 0-3 | 1-0 | 2-2 |     | 2-0 | 2-0 |
| 5    | Finlande | 9   | 10 | 2 | 3 | 5 | 9  | 13 | -4   |  | Finlande                   | 1-0 | 0-1 | 1-2 | 2-2 |     | 1-1 |
| 6    | Kosovo   | 1   | 10 | 0 | 1 | 9 | 3  | 24 | -21  |  | Kosovo                     | 1-2 | 0-6 | 0-2 | 1-4 | 0-1 |     |

## Préparation

### Matchs de préparation à la Coupe du monde
Détail des matchs amicaux
| Match amical              | Indonésie | 0 - 6   | Islande                                                                                            | Stadion Maguwoharjo, Yogyakarta                 |                                                 |
| 11 janvier 2018 12h30 HEC |           | (0 - 1) | 30e Bjarnason · 47e Finnbogason · 66e Karlsson · 69e Haraldsson · 80e Hermannsson · 81e Eyjólfsson | Spectateurs : 20 000 Arbitrage : Yudai Yamamoto | Spectateurs : 20 000 Arbitrage : Yudai Yamamoto |

| Match amical              | Indonésie   | 1 - 4   | Islande                                       | Stadion Utama Gelora Bung Karno, Jakarta      |                                               |
| 14 janvier 2018 13h00 HEC | Armaiyn 29e | (1 - 1) | 45e 66e (pen.) 72e Guðmundsson · 59e Smárason | Spectateurs : 36 000 Arbitrage : Yusuke Araki | Spectateurs : 36 000 Arbitrage : Yusuke Araki |

| Match amical           | Mexique                    | 3 - 0   | Islande | Levi's Stadium, Santa Clara                         |                                                     |
| 24 mars 2018 03h00 HEC | Fabián 37e · Layún 64e 90e | (1 - 0) |         | Spectateurs : 68 917 Arbitrage : Armando Villarreal | Spectateurs : 68 917 Arbitrage : Armando Villarreal |

| Match amical            | Islande      | 1 - 3   | Pérou                               | Red Bull Arena, Harrison |                       |
| 28 mars 2018 02h00 HAEC | Fjóluson 22e | (1 - 1) | 3e Tapia · 58e Ruidíaz · 75e Farfán | Arbitrage : Ted Unkel    | Arbitrage : Ted Unkel |

| Match amical           | Islande                                 | 2 - 3   | Norvège                              | Laugardalsvöllur, Reykjavik |                            |
| 2 juin 2018 22h00 HAEC | Finnbogason 30e (pen.) · Sigurðsson 70e | (1 - 1) | 15e Johnsen · 80e King · 85e Sørloth | Arbitrage : Jonas Eriksson  | Arbitrage : Jonas Eriksson |

| Match amical           | Islande                      | 2 - 2   | Ghana                  | Laugardalsvöllur, Reykjavik |  |
| 7 juin 2018 22h00 HAEC | Árnason 6e · Finnbogason 40e | (2 - 0) | 66e Kasim · 87e Partey |                             |  |

## Effectif
Le sélectionneur islandais, Heimir Hallgrímsson, annonce la liste officielle des vingt-trois joueurs pour le mondial (sélections et buts avant le début de la Coupe du monde).

## Compétition

### Premier tour - Groupe D
|   | Équipe    | Pts | J | G | N | P | Bp | Bc | Diff |
| 1 | Croatie   | 9   | 3 | 3 | 0 | 0 | 7  | 1  | +6   |
| 2 | Argentine | 4   | 3 | 1 | 1 | 1 | 3  | 5  | -2   |
| 3 | Nigeria   | 3   | 3 | 1 | 0 | 2 | 3  | 4  | -1   |
| 4 | Islande   | 1   | 3 | 0 | 1 | 2 | 2  | 5  | -3   |

| 7  | 16 juin 2018 | Argentine | 1 - 1 | Islande   |
| 8  | 16 juin 2018 | Croatie   | 2 - 0 | Nigeria   |
| 23 | 21 juin 2018 | Argentine | 0 - 3 | Croatie   |
| 24 | 22 juin 2018 | Nigeria   | 2 - 0 | Islande   |
| 39 | 26 juin 2018 | Nigeria   | 1 - 2 | Argentine |
| 40 | 26 juin 2018 | Islande   | 1 - 2 | Croatie   |

#### Argentine - Islande
| Match 7                                                  | Argentine                        | 1 - 1   | Islande                | Stade du Spartak, Moscou                          |                                                   |
| 16 juin 2018 · 16:00 (UTC+3) · Historique des rencontres | ( Marcos Rojo) Sergio Agüero 19e | (1 - 1) | 23e Alfreð Finnbogason | Spectateurs : 44 190 Arbitrage : Szymon Marciniak | Spectateurs : 44 190 Arbitrage : Szymon Marciniak |
| 16 juin 2018 · 16:00 (UTC+3) · Historique des rencontres | Rapport                          |         |                        | Spectateurs : 44 190 Arbitrage : Szymon Marciniak | Spectateurs : 44 190 Arbitrage : Szymon Marciniak |

| Argentine | Islande |

| ARGENTINE :     |    |                    |  |     |
|                 |    |                    |  |     |
| Gardien de but  | 23 | Willy Caballero    |  |     |
|                 | 18 | Eduardo Salvio     |  |     |
|                 | 17 | Nicolás Otamendi   |  |     |
|                 | 16 | Marcos Rojo        |  |     |
|                 | 03 | Nicolás Tagliafico |  |     |
|                 | 14 | Javier Mascherano  |  |     |
|                 | 05 | Lucas Biglia       |  | 64e |
|                 | 13 | Maximiliano Meza   |  | 84e |
|                 | 10 | Lionel Messi       |  |     |
|                 | 11 | Ángel Di María     |  | 75e |
|                 | 19 | Sergio Agüero      |  |     |
| Remplaçants :   |    |                    |  |     |
|                 | 07 | Éver Banega        |  | 64e |
|                 | 22 | Cristian Pavón     |  | 75e |
|                 | 09 | Gonzalo Higuaín    |  | 84e |
| Sélectionneur : |    |                    |  |     |
| Jorge Sampaoli  |    |                    |  |     |

| ISLANDE :           |    |                            |  |     |
|                     |    |                            |  |     |
| Gardien de but      | 01 | Hannes Halldórsson         |  |     |
|                     | 02 | Birkir Sævarsson           |  |     |
|                     | 14 | Kári Árnason               |  |     |
|                     | 06 | Ragnar Sigurðsson          |  |     |
|                     | 18 | Hörður Björgvin Magnússon  |  |     |
|                     | 10 | Gylfi Sigurðsson           |  |     |
|                     | 17 | Aron Gunnarsson            |  | 76e |
|                     | 20 | Emil Hallfreðsson          |  |     |
|                     | 07 | Jóhann Berg Guðmundsson    |  | 63e |
|                     | 08 | Birkir Bjarnason           |  |     |
|                     | 11 | Alfreð Finnbogason         |  | 89e |
| Remplaçants :       |    |                            |  |     |
|                     | 19 | Rúrik Gíslason             |  | 63e |
|                     | 23 | Ari Skúlason               |  | 76e |
|                     | 09 | Björn Bergmann Sigurðarson |  | 89e |
| Sélectionneur :     |    |                            |  |     |
| Heimir Hallgrímsson |    |                            |  |     |

| Assistants : Pawel Sokolnicki Tomasz Listkiewicz Quatrième arbitre : Wilmar Roldán Cinquième arbitre : Alexander Guzmán Arbitre vidéo : Mark Geiger Assistants arbitre vidéo : Paweł Gil Joe Fletcher Gery Vargas Homme du Match : Hannes Halldórsson |

#### Nigeria - Islande
| Match 24                                                 | Nigeria                                                           | 2 - 0   | Islande | Volgograd Arena, Volgograd                      |                                                 |
| 22 juin 2018 · 18:00 (UTC+3) · Historique des rencontres | ( Victor Moses) Ahmed Musa 49e · ( Kenneth Omeruo) Ahmed Musa 75e | (0 - 0) |         | Spectateurs : 40 904 Arbitrage : Matthew Conger | Spectateurs : 40 904 Arbitrage : Matthew Conger |
| 22 juin 2018 · 18:00 (UTC+3) · Historique des rencontres | Rapport                                                           |         |         | Spectateurs : 40 904 Arbitrage : Matthew Conger | Spectateurs : 40 904 Arbitrage : Matthew Conger |

| Nigeria | Islande |

| NIGERIA :       |    |                      |     |     |
|                 |    |                      |     |     |
| Gardien de but  | 23 | Francis Uzoho        |     |     |
|                 | 22 | Kenneth Omeruo       |     |     |
|                 | 05 | William Troost-Ekong |     |     |
|                 | 06 | Leon Balogun         |     |     |
|                 | 10 | John Obi Mikel       |     |     |
|                 | 08 | Oghenekaro Etebo     |     | 90e |
|                 | 04 | Wilfred Ndidi        |     |     |
|                 | 11 | Victor Moses         |     |     |
|                 | 02 | Brian Idowu          | 44e | 46e |
|                 | 07 | Ahmed Musa           |     |     |
|                 | 14 | Kelechi Iheanacho    |     | 85e |
| Remplaçants :   |    |                      |     |     |
|                 | 21 | Tyronne Ebuehi       |     | 46e |
|                 | 09 | Odion Ighalo         |     | 85e |
|                 | 18 | Alex Iwobi           |     | 90e |
| Sélectionneur : |    |                      |     |     |
| Gernot Rohr     |    |                      |     |     |

| ISLANDE :           |    |                            |  |     |
|                     |    |                            |  |     |
| Gardien de but      | 01 | Hannes Halldórsson         |  |     |
|                     | 02 | Birkir Sævarsson           |  |     |
|                     | 14 | Kári Árnason               |  |     |
|                     | 06 | Ragnar Sigurðsson          |  | 65e |
|                     | 18 | Hörður Björgvin Magnússon  |  |     |
|                     | 19 | Rúrik Gíslason             |  |     |
|                     | 17 | Aron Gunnarsson            |  | 87e |
|                     | 10 | Gylfi Sigurðsson           |  |     |
|                     | 08 | Birkir Bjarnason           |  |     |
|                     | 22 | Jón Daði Böðvarsson        |  | 71e |
|                     | 11 | Alfreð Finnbogason         |  |     |
| Remplaçants :       |    |                            |  |     |
|                     | 05 | Sverrir Ingi Ingason       |  | 65e |
|                     | 09 | Björn Bergmann Sigurðarson |  | 71e |
|                     | 23 | Ari Freyr Skúlason         |  | 87e |
| Sélectionneur :     |    |                            |  |     |
| Heimir Hallgrímsson |    |                            |  |     |

| Assistants : Simon Lount Tevita Makasini Quatrième arbitre : Ricardo Montero Cinquième arbitre : Hiroshi Yamauchi Arbitre vidéo : Massimiliano Irrati Assistants arbitre vidéo : Paweł Gil Elenito Di Liberatore Gianluca Rocchi Homme du Match : Ahmed Musa |

#### Islande - Croatie
| Match 40                                                 | Islande                     | 1 - 2   | Croatie                                                              | Rostov Arena, Rostov-sur-le-Don                      |                                                      |
| 26 juin 2018 · 21:00 (UTC+3) · Historique des rencontres | Gylfi Sigurðsson 76e (pen.) | (0 - 0) | 53e Milan Badelj (Josip Pivarić ) · 90e Ivan Perišić (Milan Badelj ) | Spectateurs : 43 472 Arbitrage : Antonio Mateu Lahoz | Spectateurs : 43 472 Arbitrage : Antonio Mateu Lahoz |
| 26 juin 2018 · 21:00 (UTC+3) · Historique des rencontres | Rapport                     |         |                                                                      | Spectateurs : 43 472 Arbitrage : Antonio Mateu Lahoz | Spectateurs : 43 472 Arbitrage : Antonio Mateu Lahoz |

| Islande | Croatie |

| ISLANDE :           |    |                            |     |     |
|                     |    |                            |     |     |
| Gardien de but      | 01 | Hannes Halldórsson         |     |     |
|                     | 02 | Birkir Sævarsson           | 84e |     |
|                     | 05 | Sverrir Ingi Ingason       |     |     |
|                     | 06 | Ragnar Sigurðsson          |     | 70e |
|                     | 18 | Hörður Björgvin Magnússon  |     |     |
|                     | 17 | Aron Gunnarsson            |     |     |
|                     | 20 | Emil Hallfreðsson          | 59e |     |
|                     | 07 | Jóhann Berg Guðmundsson    |     |     |
|                     | 10 | Gylfi Sigurðsson           |     |     |
|                     | 08 | Birkir Bjarnason           |     | 90e |
|                     | 11 | Alfreð Finnbogason         | 64e | 85e |
| Remplaçants :       |    |                            |     |     |
|                     | 09 | Björn Bergmann Sigurðarson |     | 70e |
|                     | 04 | Albert Guðmundsson         |     | 85e |
|                     | 21 | Arnór Ingvi Traustason     |     | 90e |
| Sélectionneur :     |    |                            |     |     |
| Heimir Hallgrímsson |    |                            |     |     |

| CROATIE :       |    |                 |     |     |
|                 |    |                 |     |     |
| Gardien de but  | 12 | Lovre Kalinić   |     |     |
|                 | 13 | Tin Jedvaj      | 83e |     |
|                 | 05 | Vedran Ćorluka  |     |     |
|                 | 15 | Duje Ćaleta-Car |     |     |
|                 | 22 | Josip Pivarić   |     |     |
|                 | 10 | Luka Modrić     |     | 65e |
|                 | 19 | Milan Badelj    |     |     |
|                 | 20 | Marko Pjaca     | 14e | 70e |
|                 | 08 | Mateo Kovačić   |     | 81e |
|                 | 04 | Ivan Perišić    |     |     |
|                 | 09 | Andrej Kramarić |     |     |
| Remplaçants :   |    |                 |     |     |
|                 | 14 | Filip Bradarić  |     | 65e |
|                 | 06 | Dejan Lovren    |     | 70e |
|                 | 07 | Ivan Rakitić    |     | 81e |
| Sélectionneur : |    |                 |     |     |
| Milan Badelj    |    |                 |     |     |

| Assistants : Pau Cebrián Devís Roberto Díaz Pérez Quatrième arbitre : John Pitti Cinquième arbitre : Gabriel Victoria Arbitre vidéo : Paolo Valeri Assistants arbitre vidéo : Paolo Valeri Elenito Di Liberatore Felix Zwayer Homme du Match : Milan Badelj |

## Statistiques

### Temps de jeu
| Joueur                     |          |          |          | TT       | But inscrit | Passe décisive | MJ       | MT       | Légende |
| -------------------------- | -------- | -------- | -------- | -------- | ----------- | -------------- | -------- | -------- | --- |
| Gardiens                   | Gardiens | Gardiens | Gardiens | Gardiens | Gardiens    | Gardiens       | Gardiens | Gardiens | Abréviations et symboles : TT : Total de minutes jouées MJ : Nombre de matchs joués MT : Matchs joués en tant que titulaire : but (csc) : but contre son camp : passe décisive : joueur entré : joueur remplacé : capitaine : carton jaune : carton rouge |
| Hannes Halldórsson         | 90       | 90       | 90       | 270      | -           | -              | 3        | 3        | Abréviations et symboles : TT : Total de minutes jouées MJ : Nombre de matchs joués MT : Matchs joués en tant que titulaire : but (csc) : but contre son camp : passe décisive : joueur entré : joueur remplacé : capitaine : carton jaune : carton rouge |
| Rúnar Alex Rúnarsson       | -        | -        | -        | -        | -           | -              | -        | -        | Abréviations et symboles : TT : Total de minutes jouées MJ : Nombre de matchs joués MT : Matchs joués en tant que titulaire : but (csc) : but contre son camp : passe décisive : joueur entré : joueur remplacé : capitaine : carton jaune : carton rouge |
| Frederik Schram            | -        | -        | -        | -        | -           | -              | -        | -        | Abréviations et symboles : TT : Total de minutes jouées MJ : Nombre de matchs joués MT : Matchs joués en tant que titulaire : but (csc) : but contre son camp : passe décisive : joueur entré : joueur remplacé : capitaine : carton jaune : carton rouge |
| Défenseurs                 |          |          |          |          |             |                |          |          | Abréviations et symboles : TT : Total de minutes jouées MJ : Nombre de matchs joués MT : Matchs joués en tant que titulaire : but (csc) : but contre son camp : passe décisive : joueur entré : joueur remplacé : capitaine : carton jaune : carton rouge |
| Birkir Sævarsson           | 90       | 90       | 90       | 270      | -           | -              | 3        | 3        | Abréviations et symboles : TT : Total de minutes jouées MJ : Nombre de matchs joués MT : Matchs joués en tant que titulaire : but (csc) : but contre son camp : passe décisive : joueur entré : joueur remplacé : capitaine : carton jaune : carton rouge |
| Ragnar Sigurðsson          | 90       | 65       | 70       | 225      | -           | -              | 3        | 3        | Abréviations et symboles : TT : Total de minutes jouées MJ : Nombre de matchs joués MT : Matchs joués en tant que titulaire : but (csc) : but contre son camp : passe décisive : joueur entré : joueur remplacé : capitaine : carton jaune : carton rouge |
| Kári Árnason               | 90       | 90       | -        | 180      | -           | -              | 2        | 2        | Abréviations et symboles : TT : Total de minutes jouées MJ : Nombre de matchs joués MT : Matchs joués en tant que titulaire : but (csc) : but contre son camp : passe décisive : joueur entré : joueur remplacé : capitaine : carton jaune : carton rouge |
| Ari Freyr Skúlason         | 14       | 3        | -        | 17       | -           | -              | 2        | -        | Abréviations et symboles : TT : Total de minutes jouées MJ : Nombre de matchs joués MT : Matchs joués en tant que titulaire : but (csc) : but contre son camp : passe décisive : joueur entré : joueur remplacé : capitaine : carton jaune : carton rouge |
| Sverrir Ingi Ingason       | -        | 25       | 90       | 115      | -           | -              | 2        | 1        | Abréviations et symboles : TT : Total de minutes jouées MJ : Nombre de matchs joués MT : Matchs joués en tant que titulaire : but (csc) : but contre son camp : passe décisive : joueur entré : joueur remplacé : capitaine : carton jaune : carton rouge |
| Hörður Björgvin Magnússon  | 90       | 90       | 90       | 270      | -           | -              | 3        | 3        | Abréviations et symboles : TT : Total de minutes jouées MJ : Nombre de matchs joués MT : Matchs joués en tant que titulaire : but (csc) : but contre son camp : passe décisive : joueur entré : joueur remplacé : capitaine : carton jaune : carton rouge |
| Hólmar Örn Eyjólfsson      | -        | -        | -        | -        | -           | -              | -        | -        | Abréviations et symboles : TT : Total de minutes jouées MJ : Nombre de matchs joués MT : Matchs joués en tant que titulaire : but (csc) : but contre son camp : passe décisive : joueur entré : joueur remplacé : capitaine : carton jaune : carton rouge |
| Samúel Kári Friðjónsson    | -        | -        | -        | -        | -           | -              | -        | -        | Abréviations et symboles : TT : Total de minutes jouées MJ : Nombre de matchs joués MT : Matchs joués en tant que titulaire : but (csc) : but contre son camp : passe décisive : joueur entré : joueur remplacé : capitaine : carton jaune : carton rouge |
| Milieux                    |          |          |          |          |             |                |          |          | Abréviations et symboles : TT : Total de minutes jouées MJ : Nombre de matchs joués MT : Matchs joués en tant que titulaire : but (csc) : but contre son camp : passe décisive : joueur entré : joueur remplacé : capitaine : carton jaune : carton rouge |
| Aron Gunnarsson            | 76       | 87       | 90       | 253      | -           | -              | 3        | 3        | Abréviations et symboles : TT : Total de minutes jouées MJ : Nombre de matchs joués MT : Matchs joués en tant que titulaire : but (csc) : but contre son camp : passe décisive : joueur entré : joueur remplacé : capitaine : carton jaune : carton rouge |
| Birkir Bjarnason           | 90       | 90       | 90       | 270      | -           | -              | 3        | 3        | Abréviations et symboles : TT : Total de minutes jouées MJ : Nombre de matchs joués MT : Matchs joués en tant que titulaire : but (csc) : but contre son camp : passe décisive : joueur entré : joueur remplacé : capitaine : carton jaune : carton rouge |
| Jóhann Berg Guðmundsson    | 63       | -        | 90       | 153      | -           | -              | 2        | 2        | Abréviations et symboles : TT : Total de minutes jouées MJ : Nombre de matchs joués MT : Matchs joués en tant que titulaire : but (csc) : but contre son camp : passe décisive : joueur entré : joueur remplacé : capitaine : carton jaune : carton rouge |
| Emil Hallfreðsson          | 90       | -        | 90       | 180      | -           | -              | 2        | 2        | Abréviations et symboles : TT : Total de minutes jouées MJ : Nombre de matchs joués MT : Matchs joués en tant que titulaire : but (csc) : but contre son camp : passe décisive : joueur entré : joueur remplacé : capitaine : carton jaune : carton rouge |
| Gylfi Sigurðsson           | 90       | 90       | 90       | 270      | 1           | -              | 3        | 3        | Abréviations et symboles : TT : Total de minutes jouées MJ : Nombre de matchs joués MT : Matchs joués en tant que titulaire : but (csc) : but contre son camp : passe décisive : joueur entré : joueur remplacé : capitaine : carton jaune : carton rouge |
| Rúrik Gíslason             | 27       | 90       | -        | 117      | -           | -              | 2        | 1        | Abréviations et symboles : TT : Total de minutes jouées MJ : Nombre de matchs joués MT : Matchs joués en tant que titulaire : but (csc) : but contre son camp : passe décisive : joueur entré : joueur remplacé : capitaine : carton jaune : carton rouge |
| Ólafur Ingi Skúlason       | -        | -        | -        | -        | -           | -              | -        | -        | Abréviations et symboles : TT : Total de minutes jouées MJ : Nombre de matchs joués MT : Matchs joués en tant que titulaire : but (csc) : but contre son camp : passe décisive : joueur entré : joueur remplacé : capitaine : carton jaune : carton rouge |
| Arnór Ingvi Traustason     | -        | -        | 0        | 0        | -           | -              | 1        | -        | Abréviations et symboles : TT : Total de minutes jouées MJ : Nombre de matchs joués MT : Matchs joués en tant que titulaire : but (csc) : but contre son camp : passe décisive : joueur entré : joueur remplacé : capitaine : carton jaune : carton rouge |
| Attaquants                 |          |          |          |          |             |                |          |          | Abréviations et symboles : TT : Total de minutes jouées MJ : Nombre de matchs joués MT : Matchs joués en tant que titulaire : but (csc) : but contre son camp : passe décisive : joueur entré : joueur remplacé : capitaine : carton jaune : carton rouge |
| Alfreð Finnbogason         | 89       | 90       | 85       | 264      | 1           | -              | 3        | 3        | Abréviations et symboles : TT : Total de minutes jouées MJ : Nombre de matchs joués MT : Matchs joués en tant que titulaire : but (csc) : but contre son camp : passe décisive : joueur entré : joueur remplacé : capitaine : carton jaune : carton rouge |
| Jón Daði Böðvarsson        | -        | 71       | -        | 71       | -           | -              | 1        | 1        | Abréviations et symboles : TT : Total de minutes jouées MJ : Nombre de matchs joués MT : Matchs joués en tant que titulaire : but (csc) : but contre son camp : passe décisive : joueur entré : joueur remplacé : capitaine : carton jaune : carton rouge |
| Björn Bergmann Sigurðarson | 1        | 19       | 20       | 40       | -           | -              | 3        | -        | Abréviations et symboles : TT : Total de minutes jouées MJ : Nombre de matchs joués MT : Matchs joués en tant que titulaire : but (csc) : but contre son camp : passe décisive : joueur entré : joueur remplacé : capitaine : carton jaune : carton rouge |
| Albert Guðmundsson         | -        | -        | 5        | 5        | -           | -              | 1        | -        | Abréviations et symboles : TT : Total de minutes jouées MJ : Nombre de matchs joués MT : Matchs joués en tant que titulaire : but (csc) : but contre son camp : passe décisive : joueur entré : joueur remplacé : capitaine : carton jaune : carton rouge |
| TOTAL                      |          |          |          |          |             |                |          |          | Abréviations et symboles : TT : Total de minutes jouées MJ : Nombre de matchs joués MT : Matchs joués en tant que titulaire : but (csc) : but contre son camp : passe décisive : joueur entré : joueur remplacé : capitaine : carton jaune : carton rouge |
| Équipe d'Islande           | 90       | 90       | 90       | 270      | 2           | 0              | 3        | -        | Abréviations et symboles : TT : Total de minutes jouées MJ : Nombre de matchs joués MT : Matchs joués en tant que titulaire : but (csc) : but contre son camp : passe décisive : joueur entré : joueur remplacé : capitaine : carton jaune : carton rouge |

| Buts  | Joueurs            | Adversaires |
| ----- | ------------------ | ----------- |
| 1     | Alfreð Finnbogason | Argentine   |
| 1     | Gylfi Sigurðsson   | Croatie     |
| TOTAL | 2 BUTS             | 2 BUTS      |

| Passes | Joueurs          | Adversaires      |
| ------ | ---------------- | ---------------- |
| 0      |                  |                  |
| TOTAL  | 0 PASSE DÉCISIVE | 0 PASSE DÉCISIVE |